# طواف إيطاليا 1946
طواف إيطاليا 1946 هو سباق دراجات هوائية أقيم في إيطاليا بتاريخ 15 يونيو - 7 يوليو، تكون السباق من 16 مرحلة وامتدّ لمسافة 3039.5 كم بسرعة 33.948 كم/س، استغرق السباق 96 ساعة 32 دقيقة 20 ثانية. فاز به الإيطالي جينو بارتلي وحلّ ثانيا فاوسطو كوبي.

## الترتيب
| م                     | الدرّاج      | البلد   | الزمن                     |
| --------------------- | ----------- | ------- | ------------------------- |
| الفائز بالترتيب العام | جينو بارتلي | إيطاليا | 96 ساعة 32 دقيقة 20 ثانية |
| الثاني                | فاوسطو كوبي | إيطاليا |                           |
| التسلق                | جينو بارتلي | إيطاليا | -                         |
| الفريق                | لنيانو      |         | -                         |